# Liste der Abkürzungen in der Meteorologie
Dieser Artikel listet alle in der Meteorologie benutzten und gebräuchlichen Abkürzungen auf.
Neue Abkürzungen bitte in alphabetischer Reihenfolge eintragen. Danke!
Siehe auch Meteorologische Ausdrücke in Deutsch, Englisch, Spanisch und Französisch.

## A
- Ac – Altocumulus (Wolkengattung)
- acgen – Altocumulogenitus (Mutterwolken)
- AIRMET – AIRman's METeorological Information
- AMDA – Automatische Meteorologische Datenerfassungs-Anlage; z. B. die sogenannten AMDA III-Stationen, ein nebenamtliches Messnetz des DWD
- AMeDAS – Automated Meteorological Data Acquisition System
- arc – Arcus (Wolken-Sonderform)
- As – Altostratus (Wolkengattung)
- asgen – Altostratogenitus (Mutterwolke)
- asp – Asperitas (Wolken-Sonderform)

## B
- BKN – Broken (eine durchbrochene Wolkendecke)
- BOLAM – Italienisches Modell basierend auf dem ECMWF
- BTZ – Bildungs- und Tagungszentrum (Deutscher Wetterdienst)

## C
- CAA – Cold-Air Advection (Kaltluftadvektion)
- cal – Calvus (Wolkenart)
- CAPE – Convective Available Potential Energy
- cap – Capillatus (Wolkenart)
- cas – Castellanus (Wolkenart)
- cav – Cavum (Wolken-Sonderform)
- CAVOK – Clouds And Visibility OK (Luftfahrt)
- Cb – Cumulonimbus (Wolkengattung)
- cbgen – Cumulonimbogenitus (Mutterwolken)
- CC – „Cloud to Cloud“, Wolkenblitz
- Cc – Cirrocumulus (Wolkengattung)
- ccgen – Cirrocumulogenitus (Mutterwolken)
- CCL – Convective Condensation Level (Cumulus-Kondensationsniveau)
- CDO – Central Dense Overcast, Cirrusschirm über tropischen Wirbelstürmen
- Ci – Cirrus (Wolkengattung)
- CIN/CINH – Convective inhibition
- con – Congestus (Wolkenart)
- Cs – Cirrostratus (Wolkengattung)
- Cu – Cumulus (Wolkengattung)
- cugen – Cumulogenitus (Mutterwolken)
- CVA – Cyclonic Vorticity Advection (zyklonale Vorticity-Advektion)

## D
- DAVA – Differential Anticyclonic Vorticity Advection (differentielle antizyklonale Vorticity-Advektion)
- DCVA – Differential Cyclonic Vorticity Advection (differentielle zyklonale Vorticity-Advektion)
- DD – Dewpoint Depression (Taupunkdifferenz)
- Dir – Direction (Windrichtung)
- DMC – Deep moist Convection (hochreichende Feuchtekonvektion)
- DMG – Deutsche Meteorologische Gesellschaft
- DOW – Doppler on Wheels, mobiles Radargerät zur Erforschung von Gewittern
- du – Duplicatus (Wolkenunterart)
- DWD – Deutscher Wetterdienst

## E
- EAW – End April Warming
- EC – Enhanced Cumulus Clouds (Feld hochreichender Cu's und/oder Cb's)
- ECM – Modell des "European Centre for Medium-range Weather Forecast" (ECMWF) in Reading, UK
- ECMWF – European Centre for Medium-Range Weather Forecasts
- ECOMET – Economic Interest Grouping of the national Meteorological Services of the European Economic Area
- EL – Equilibrium Level (Gleichgewichtsniveau)
- EML – Elevated Mixed Layer
- EMS – European Meteorological Society
- ENVIRON – Environment (Umgebung)
- ERN – Eastern (östlich/Ost-)
- ESTOFEX – European Storm Forecast Experiment, Initiative zur Herausgabe von Schwergewittervorhersagen
- ESSL – European Severe Storms Laboratory
- ESWD – European Severe Weather Database, Europäische Unwetter-Datenbank des ESSL
- EUROSIP – EUROpean Seasonal to Inter-annual. Prediction; Europäische saisonale bis jährliche Vorhersage z. B. der Zahl der atlantischen tropischen Stürme
- EWB – Europäische Wetterbericht
- EZMW – siehe ECMWF

## F
- FEW – Few (wenig bewölkt)
- FeWIS – Feuerwehr-Wetter-Informationssystem
- FFD – Forward Flank Downdraft
- fib – Fibratus (Wolkenart)
- flm – Flumen (Begleitwolke an der Unterseite von Gewitterwolken)
- flo – Floccus (Wolkenart)
- flu – Fluctus (Wolken-Sonderform)
- FNMOC – Fleet Numerical Meteorology and Oceanography
- fra – Fractus (Wolkenart)

## G
- GAW – Global Atmosphere Watch
- GEM – Globalmodell des Kanadischen Wetterdienstes
- GEN TSTMS – General Thunderstorms ("normale" Gewitter)
- GFS – Global Forecast System (Wettermodell des Amerikanischen Wetterdienstes)
- CG – „Cloud to groud“*  Erdblitz
- GME – Globalmodell des Deutschen Wetterdiensts
- GWL – Großwetterlage

## H
- H – Hochdruckgebiet, Hochdruckzentrum (auf Wetterkarten) – High pressure (auf englischen Wetterkarten)
- hum – Humilis (Wolkenart)

## I
- in – Intortus (Wolkenunterart)
- inc – Incus (Wolken-Sonderform)

## J
- JMA – Japan Meteorological Agency

## K
- KLIS – Klimainformationssystem (Deutscher Wetterdienst)
- kn – Knoten (Windstärke)
- KONRAD – KONvektionsentwicklung in RADarprodukten
- kts – knots (eng. Knoten) (Windstärke)

## L
- L – Low pressure (Tiefdruckgebiet auf englischen Wetterkarten)
- la – Lacunosus (Wolkenunterart)
- LAM – Limited Area Model
- LCL – Lifting condensation level, die Höhe, auf die ein Luftpaket gehoben werden muss, um auszukondensieren, sprich die Untergrenze der Wolken.
- len – Lenticularis (Wolkenart)
- LEWP – Line Echo Wave Pattern, eine bestimmte Form von Schauer- oder Gewitterlinien in der Radarmeteorologie, die auf erhöhtes Unwetterpotential hinweist
- LIDAR – Light Detection and Ranging
- LI – Lifted Index
- l/m² – Liter pro Quadratmeter (Mengenangabe von gefallenen Niederschlag)
- LWC – Liquid Water Content (Wolkenwasser), siehe Wassergehalt

## M
- mam – Mammatus (Wolken-Sonderform)
- MCC – Mesoscale Convective Complex, Gewittersystem, das bestimmte Mindestkriterien hinsichtlich Dauer und Ausdehnung erfüllt
- MCS – Mesoscale Convective System
- MCV – Mesoscale Convective Vortex
- med – Mediocris (Wolkenart)
- METAR – Meteorological Aviation Routine Weather Report
- MET – meteorologisch / Meteorologie
- mm – Millimeter (Mengenangabe von gefallenen Niederschlag)
- MODES = Modulares Datenerfassungssystem; z. B. die sogenannten MODES III-Stationen, ein nebenamtliches Messnetz des DWD
- MOS – Model Output Statistics
- MSC – Meteorological Service of Canada

## N
- NCAR – National Center for Atmospheric Research
- NCEP – National Center for Environmental Prediction
- neb – Nebulosus (Wolkenart)
- NHC – National Hurricane Center (USA)
- NLC – Leuchtende Nachtwolke
- NOAA – National Oceanic and Atmospheric Administration
- NOGAPS – Globalmodell des „Fleet Numerical Meteorology and Oceanography Center“ der USA
- Ns – Nimbostratus (Wolkengattung)
- nsgen – Nimbostratogenitus (Mutterwolken)
- NSSL – National Severe Storms Laboratory
- NWS – National Weather Service (USA)

## O
- OBS – observed/observation (beobachtet/Beobachtung)
- op – Opacus (Wolkenunterart)
- OVC – Overcast (geschlossene Wolkendecke)

## P
- pan – Pannus (Wolken-Sonderform)
- pe – Perlucidus (Wolkenunterart)
- pil – Pileus (Wolken-Sonderform)
- PIREP – Pilot Reports
- pra – Praecipitatio (Wolken-Sonderform)
- PRECIP – Precipitation (Niederschlag)

## Q
- QFE – gemessene Luftdruck am Boden (Meteorologische Station oder Flugplatz)
- QFF – aktueller, unter Berücksichtigung der tatsächlichen Temperaturverhältnisse und nicht des Ideals der ISA auf Meereshöhe reduzierter Luftdruck in Hektopascal (hPa)
- QG – quasi-geostrophisch
- QNH – nach Standardatmosphäre auf Meeresniveau reduzierten Luftdruck auf Stationshöhe (QFE*  gemessen, nicht reduziert)
- QPF – Quantitative Precipitation Forecast (quantitative Niederschlagsprognose)

## R
- ra – Radiatus (Wolkenunterart)
- RFD – Rear Flank Downdraft

## S
- SBCAPE – Surface-Based CAPE (CAPE-Wert eines Pakets mit den Temperatur- und Feuchtewerten am Boden)
- Sc – Stratocumulus (Wolkengattung)
- SCAPE – Slantwise Convective Available Potential Energy
- scgen – Stratocumulogenitus (Mutterwolken)
- SCT – Scattered (aufgelockert bewölkt)
- SEEWIS – Seewetter-Informationssystem
- SGM – Schweizerische Gesellschaft für Meteorologie
- SFC – Surface (Erdoberfläche) – Oft zusammen mit SFC VIS, Sichtbedingung am Boden (Flugmeteorologie)
- SIGMET – Significant Meteorological Forecast
- SIGWX – Significant weather – Signifikante Wettererscheinungen (Flugmeteorologie)
- SKC – Sky Clear (Flugmeteorologie)
- SODAR – Sonic Detecting And Ranging
- SOI – Southern Oscillation Index
- SST – Sea surface temperature, engl. für Temperatur der Meeresoberfläche
- SPC – Storm Prediction Center
- spi – Spissatus (Wolkenart)
- St – Stratus (Wolkengattung)
- str – Stratiformis (Wolkenart)
- SWIS – Straßenzustands- und Wetterinformationssystem
- SYNOP – (Wortstamm von „synchron“ und „optisch“) – Kurzwort für synoptische Observation, d. h. eine Wettermeldung

## T
- TCU – Towering Cumulus, häufig verwendetes Synonym für hohe Haufenwolken (Cumulus congestus)
- TCWC – Tropical Cyclone Warning Center, siehe Regional Specialized Meteorological Center
- T – Tiefdruckgebiet, Tiefdruckzentrum (auf Wetterkarten)
- TAF – Terminal Aerodrome Forecasts
- Temps – Radiosondenaufstiege
- Theta-E – Equivalent Potential Temperature (potentielle Äquivalenttemperatur)
- tr – Translucidus (Wolkenunterart)
- TRY – Testreferenzjahr
- TT-Index – Totals-Totals-Index
- TSTMS – Thunderstorms, engl. für Gewitter
- tub – Tuba (Wolken-Sonderform)

## U
- UKMO – United Kingdom Meteorological Office (Brit. Wetterdienst)
- un – Undulatus (Wolkenunterart)
- unc – Uncinus (Wolkenart)
- UNEP – United Nations Environment Programm
- USAF – US Air Force
- UTC – Koordinierte Weltzeit
- UTCI – Universal Thermal Climate Index
- UV-Index – Grad der ultravioletten Strahlung
- UVM – Upward Vertical Motion (aufwärts gerichtete Vertikalbewegung)

## V
- ve – Vertebratus (Wolkenunterart)
- vel – Velum (Wolken-Sonderform)
- vir – Virga (Wolken-Sonderform)

## W
- WAA: Warm-Air Advection (Warmluftadvektion)
- WBGT-Index: Wet bulb globe temperature-Index, „Feuchtkugeltemperatur-Index“
- WMO: World Meteorological Organization
- WRN – Western (West-/westlich)

## Z
- ZAMG – Zentralanstalt für Meteorologie und Geodynamik (Österreich)